# USS Matanikau (CVE-101)
Авіаносець «Матанікау» (англ. USS Matanikau (CVE-101)) — ескортний авіаносець США часів Другої світової війни, типу «Касабланка»

## Історія створення
Авіаносець «Матанікау» був закладений 10 березня 1944 року на корабельні Kaiser Shipyards у Ванкувері під ім'ям Dolomoi Bay. 26 квітня 1944 року перейменований на «Матанікау». Спущений на воду 22 травня 1944 року. Вступив у стрій 24 червня 1944 року.

## Історія служби
Після вступу у стрій «Матанікау» використовувався як навчальний авіаносець. На ньому пройшли підготовку майже півтори тисячі пілотів, які здійснили понад 12 000 тренувальних польотів.
Після закінчення бойових дій корабель перевозив американських солдатів та моряків на батьківщину (операція «Magic Carpet»).
11 жовтня 1946 року «Матанікау» був виведений в резерв.
15 червня 1955 року «Матанікау» був перекласифікований в ескортний вертольотоносець CVHE-101. 1 квітня 1960 року корабель був виключений зі списку флоту і того ж року проданий на злам.